# 谷口優
谷口 優（たにぐち ゆう）は、日本の起業家。株式会社TableCheck（テーブルチェック）代表取締役CEO。

## 来歴
1984年、神奈川生まれ。
シンガポール育ちで、幼少期から物事を自ら考え、調べることの重要性に気付く。
帰国後一度は高校へ入学するも、日本の高校教育に価値を見出せず、16歳で中退し、働き始めた。20歳で大検を受け、2004年に早稲田大学に入学するも3年後に中退、VISAの子会社であるCyberSource日本法人に就職。それを機に、ホテル予約やインターネットサービス関連の仕事に興味を持つ。

2011年に株式会社VESPERを設立。2013年より飲食店・レストランを対象とした予約・顧客管理システム「TableSolution」（テーブルソリューション）を開発、運営。
2018年6月、株式会社VESPERが株式会社TableCheckに改称。

## 人物
初期の自社のオフィスにはサッカーゴールと懸垂マシーンが設置されている。本業以外では、フットサルやワークアウトを楽しみ、月に一度、社員や取引先とフットサルゲームを開催。
座右の銘は「なせばなる。」
愛読書は、リチャード・ドーキンス 『利己的な遺伝子』やV・S・ラマチャンドラン、サンドラ・ブレイクスリー『脳のなかの幽霊』など、生物学や心理学の本が好きという。